# Aloe beguinii
Aloe beguinii é uma espécie de liliopsida do gênero Aloe, pertencente à família Asphodelaceae.